# Octobre 2005

## Actualités du mois

### Samedi1eroctobre 2005
- Indonésie : plusieurs attentats ont frappé deux stations balnéaires de l'île indonésienne de Bali. Selon un haut responsable de la lutte antiterroriste, ces explosions sont clairement l'œuvre de terroristes. Deux bombes ont explosé vers 19 h 30 (heure locale) dans deux restaurants très fréquentés de la station balnéaire de Jimbaran. Un témoin a raconté sur la radio El Shinta que la première charge avait explosé dans un restaurant de fruits de mer. Une autre explosion a eu lieu presque simultanément dans un restaurant du centre-ville de Kuta (Bali), à environ 30 km de là. Selon un journaliste de l'Associated Press présent sur place, les trois étages du bâtiment ont été fortement endommagés par la déflagration. Selon le bilan officiel mais toujours provisoire il a 26 morts dont 3 Australiens dont un adolescent et 1 Japonaise et 107 blessés dont 17 australiens, six Sud-Coréens, trois Japonais, deux Américains, 1 Britannique et 1 Français.
- Brésil : un navire avec 60 personnes à bord est entré en collision avec deux péniches avant de sombrer dans l'Amazone. L'accident a fait au moins 8 victimes, une dizaine de personnes étant toujours portées disparues. Le navire en bois se rendait vers Manaus, à 2 700 km au nord-ouest de São Paulo, quand il a percuté deux péniches transportant des camions. Bateaux, plongeurs et hélicoptères participent toujours à la recherche de survivants ou de victimes mais la tâche est rendue difficile par les eaux boueuses.
- Nouvelle-Zélande : le Parti travailliste de l'actuelle Premier ministre Helen Clark devrait former le prochain gouvernement néo-zélandais alors que la commission électorale a confirmé que le « Labour » néo-zélandais a conquis 50 sièges lors du scrutin du 17 septembre, soit deux de plus que le Parti national, principale formation de l'opposition, d'après les résultats officiels.
- États-Unis : deux nouvelles dépressions tropicales se sont formées au-dessus de l'océan Atlantique et de la mer des Antilles, selon les prévisionnistes du Centre américain des ouragans. La première ne menace pas les terres pour l'instant, alors que la seconde a contraint les autorités mexicaines à lancer une alerte dans la péninsule du Yucatán. La 19e dépression tropicale de la saison s'est formée au-dessus de l'extrême est de l'océan Atlantique. Selon le Centre américain des ouragans, ce système dépressionnaire devrait devenir une tempête tropicale d'ici samedi. À 3 h 0 GMT samedi, la dépression, accompagnée de vents soufflant à 56 km/h, se trouvait à 1 060 km à l'ouest-sud-ouest des îles du Cap-Vert. Elle dérivait vers le nord-ouest, mais semblait quasiment stationnaire. Quant à la 20e, elle s'est formée au-dessus de l'ouest de la mer des Antilles, obligeant le gouvernement mexicain à lancer une alerte à la tempête tropicale pour la péninsule du Yucatan. À 15 h 00 GMT, la dépression était située à environ 200 km à l'est-sud-est de Tulum, au Mexique, et environ 180 km au sud-est de Cozumel, selon le centre des ouragans de Miami. Des vents de 48 km/h étaient enregistrés, tandis que la dépression se déplaçait à la vitesse de 10 km/h en direction de l'ouest-nord-ouest. Elle devrait toucher la terre samedi soir ou dimanche. Une alerte a été émise pour la péninsule, de Punta Gruesa à Cabo Catoche.
- France : sœur Jacques-Marie, ancienne infirmière et modèle du peintre français Henri Matisse, décédée lundi 26 septembre à Bidart, près de Biarritz, a été inhumée ce matin à Vence dans les Alpes-Maritimes.
- Allemagne : la CDU-CSU d'Angela Merkel et le SPD du chancelier sortant Gerhard Schröder continuent de revendiquer chacun la chancellerie allemande à la veille de la partielle de Dresde, qui permettra peut-être au pays de sortir de l'impasse politique. La circonscription de Dresde, où le vote a été reporté à la suite du décès d'un candidat, compte 219 000 électeurs inscrits. Le scrutin de dimanche ne devrait pas modifier radicalement les résultats des législatives du 18 septembre, qui ont laissé le pays sans majorité claire au Bundestag, où l'Union chrétienne-démocrate et son parti frère bavarois disposent de 225 sièges contre 222 pour le Parti social-démocrate.
- Mexique : un millier de personnes ont fui leurs maisons, alors que des pluies diluviennes s'abattent sur la station balnéaire mexicaine de Cabo San Lucas à l'approche de l'ouragan Otis. Accompagné de vents de 160 km/h, l'ouragan avançait au pas au nord-ouest de Cabo San Lucas et de la ville voisine de Los Cabos. Selon les prévisionnistes du Centre américain des ouragans, Otis devrait ensuite se diriger vers l'ouest du Mexique et s'abattre dimanche matin sur une région peu peuplée du pays, la péninsule de Baja California. Le pays a décrété l'état d'urgence dans cinq communes, dont Cabo San Lucas, Los Cabos et une autre destination touristique, Loreto. Une alerte à l'ouragan a été émise dans ces régions.
- Irak : l'armée américaine a lancé une nouvelle opération militaire contre le réseau Al-Qaïda près de la frontière syrienne, à deux semaines du référendum sur le texte de la Constitution. Une force d'environ mille soldats américains est engagée dans l'opération, baptisée Iron Fist, ou « main de fer », contre un sanctuaire situé dans la ville de Sadah, à environ 12 km de la frontière avec la Syrie, dans la province d'Al-Anbâr. Jebbar Jabr Solagh, le frère du ministre irakien de l'Intérieur et chef des forces de police irakiennes, Baqir Jabr Solagh, a été enlevé par des hommes armés à Bagdad alors qu'il se rendait en voiture à son domicile, dans le quartier chiite de Sadr City, où il travaille comme directeur d'hôpital.
- Palestine : le Fatah du président palestinien Mahmoud Abbas a remporté 51 conseils lors des élections municipales en Cisjordanie et le Hamas en a obtenu 13, au vu des résultats définitifs annoncés par un responsable palestinien. Sur les 104 municipalités en lice en Cisjordanie lors de la troisième phase des municipales palestiniennes jeudi, 40 sont revenues aux autres factions.
- Soudan : l'Union africaine accuse le gouvernement d'avoir participé à plusieurs attaques récentes contre des civils au Darfour avec l'aide de milices arabes, tout en reprochant aux différentes parties du conflit de ne pas respecter les accords de cessez-le-feu.
- Salvador : le volcan Ilamatepec dans l'ouest du pays est en phase d'éruption, projetant du gaz, des cendres, et des roches brûlantes dans l'air, ce qui a poussé de nombreux habitants effrayés à quitter la région. Les autorités ont ordonné l'évacuation de trois communautés qui vivent à proximité du volcan qui s'élève au-dessus de Santa Ana, deuxième plus grande ville du pays, à 40 km de la capitale San Salvador. Il y a au moins 2 morts et 2 disparus.
- Turquie : le premier ministre Recep Tayyip Erdoğan a déclaré au chancelier autrichien Wolfgang Schüssel que son pays n'acceptera pas autre chose qu'une adhésion totale à l'Union européenne, rejetant l'offre de Vienne d'un partenariat.
- Irak : les pays arabes devraient aider le pays à lutter contre les insurgés s'ils souhaitent la fin de l'ingérence iranienne dans le pays, a expliqué le ministre irakien des Affaires étrangères Hoshyar Zebari, qui a exhorté par ailleurs la presse arabophone à cesser d'utiliser le terme de « résistants combattants ».
- Pérou, catastrophe naturelle : un deuxième séisme (après celui du 25 septembre ayant eu une magnitude de 7,5) de 4,2 sur l'échelle de Richter a touché le sud du pays à 17 h 15 locales. Au moins dix personnes ont été blessées et trois cents maisons ont été détruites.

### Dimanche2 octobre 2005
- Afrique du Nord : Dans le cadre de la coopération dans la lutte contre l'immigration clandestine vers l'Europe, les autorités marocaines, abandonnent sept cents Africains sub-sahariens, dont des femmes et des bébés, au milieu du désert[1].
- Slovaquie : un incendie s'est déclaré à bord d'un navire roumain, qui effectué une croisière sur le Danube. Les pompiers tentent toujours de maîtriser l'incendie. Une membre d'équipage, qui serait roumaine, est portée disparue. Dans la soirée, les pompiers ont retrouvé des restes brûlés d'un corps. Il s'agirait de cette femme. Selon le porte-parole des pompiers, 77 touristes danois et belges ainsi que 44 membres d'équipage roumains et serbes se trouvaient à bord. Il a démenti des informations données auparavant par ses collègues, affirmant que ces touristes étaient français et norvégiens.
- Mexique : la tempête tropicale Stan s'est abattu tôt ce matin sur la péninsule mexicaine du Yucatán avec des vents de 72 km/h. Selon les prévisionnistes, elle devrait rapidement être rétrogradée en simple dépression. Une alerte à la tempête a été émise pour la côte Est du Yucatán, de Chetumal à Cabo Catoche. À 9 h GMT, le centre de la tempête était situé à environ 65 km au sud de Tulum et à environ 120 km au sud-sud-ouest de Cozumel. Jusqu'à 25 centimètres de précipitations sont attendus sur le Yucatán et dans le nord du Belize. Si la tempête pourrait être rétrogradée lors de son passage sur la péninsule, elle devrait se renforcer à son arrivée demain dans le golfe du Mexique.
- Espagne : au moins quatre personnes sont mortes noyées et quatorze autres sont portées disparues après le naufrage hier de leur embarcation au large de la côte de l'île de Fuerteventura dans l'archipel des Canaries alors qu'ils tentaient de rejoindre l'Espagne depuis l'Afrique du Nord. La Garde civile a secouru dix-sept personnes et récupéré les corps de trois victimes. Une autre personne s'est noyée au large de Grande Canarie. À l'aube ce matin, les recherches ont repris pour retrouver les quatorze personnes portées disparues, sans succès pour l'heure. Les rescapés devaient être soignés puis transportés dans un camp avant d'être expulsés.
- Vatican : le pape Benoît XVI a accueilli les évêques du monde entier, à l'exception des Chinois, pour le premier synode de son pontificat, en dénonçant « l'hypocrisie » des sociétés qui excluent la religion de la vie publique.
- Israël : le pays a annoncé la suspension des raids aériens, des éliminations ciblées et des tirs d'artillerie dans la bande de Gaza et en Cisjordanie en vue de permettre au dirigeant palestinien Mahmoud Abbas d'agir contre les groupes armés avant sa visite à Washington.
- États-Unis : il y a vingt ans, l'acteur Rock Hudson mourait après avoir donné un visage au sida. L'acteur a été la première célébrité mondiale à annoncer être malade du sida, contribuant ainsi à sensibiliser le grand public à la pandémie. En 1985, le sida était encore une maladie de sodomites, de drogués ou d'autres gens en marge de la société, pas de stars américaines, et surtout pas de gars aussi costauds que Rock Hudson. Outre le fait que le sida, à l'époque, signifiait la mort à brève échéance, le choc était aussi venu de la prise de conscience du fait que l'un des grands sex-symbols américains était gay. Mais Hudson n'a jamais, au grand jamais reconnu qu'il était homosexuel. La mort de Hudson a marqué le début d'une implication de longue date de l'industrie du divertissement américaine dans la lutte contre le sida, dont l'actrice Elizabeth Taylor, une proche de l'acteur, est toujours l'une des figures de proue.
- Taïwan : Le typhon Longwang a frappé le pays tôt ce matin, avec des rafales de vent à 227 km/h et des pluies torrentielles, interrompant le trafic aérien sur l'île. Les vols internationaux ont été annulés et un avion transportant le président Chen Shui-bian a été détourné vers l'Indonésie. Les vols intérieurs et le trafic ferroviaire ont été interrompus. Le typhon a provoqué des coupures d'électricité pour plus de 500 000 foyers, notamment à Hualien. Après la traversée de l'île, il frappa la province de Fujian dans le sud de la Chine.
- Allemagne : deux semaines après les législatives du 18 septembre, la CDU-CSU d'Angela Merkel sort renforcée du scrutin partiel organisé dans la circonscription de Dresde, dans l'est du pays, où le scrutin avait été reporté à la suite du décès d'une candidate. C'est en effet le candidat de la CDU-CSU qui a remporté le siège. Après dépouillement des bulletins dans les 260 bureaux de vote, Andreas Laemmel de la CDU-CSU arrivait en tête avec 37,0 % des suffrages, devançant le candidat des sociaux-démocrates de Gerhard Schröder, Marlies Volkmer, avec 32,1 %.
- États-Unis : mort du dramaturge américain August Wilson, d'un cancer du foie. Il avait 60 ans. August Wilson avait lui-même annoncé en août qu'il ne lui restait plus que quelques mois à vivre.

### Lundi3 octobre 2005
- Palestine : le Parlement palestinien a adopté une motion donnant deux semaines au président de l'Autorité palestinienne Mahmoud Abbas pour former un nouveau gouvernement.
- Corée du Sud : onze personnes sont mortes piétinées et 44 autres ont été blessées dans un mouvement de foule à l'entrée d'un stade où devait se dérouler un concert. Le drame est survenu alors que les victimes tentaient de pénétrer dans l'enceinte du stade vers 17 h 30 dans la ville de Sangju, à 270 kilomètres au sud-est de Séoul. Cinq mille personnes étaient présentes pour ce spectacle organisé par une télévision locale.
- États-Unis : un navire d'excursion a chaviré sur le lac George dans le nord de l'État de New York faisant 21 morts et 27 blessés. Le bateau, un navire protégé par une verrière, avec une cinquantaine de personnes à son bord, tous des retraités originaires du Michigan. Le bateau de douze mètres, aurait pu chavirer à cause d'une vague créée dans le sillage d'un autre bateau. Une enquête a été ouverte pour déterminer l'origine de l'accident.
- Suède : les Australiens Barry Marshall et Robin Warren se sont vu décerner le prix Nobel de médecine pour leurs travaux pd le rôle joué par des bactéries, et non pas par le stress, dans l'apparition d'un ulcère gastrique. Cette découverte faite en 1982 a fait de l'ulcère gastrique, jusque-là maladie chronique, une pathologie curable par un traitement comprenant notamment des antibiotiques.
- Chine : le typhon Longwang a balayé les côtes avant de s'affaiblir au fur et à mesure de sa progression dans les terres. En après-midi, Longwang a perdu de sa puissance et a été rétrogradé au rang de tempête tropicale. Il a fait des dégâts énormes et tué 147 personnes.
- États-Unis : le président George W. Bush a annoncé qu'il choisissait Harriet Miers, 60 ans, chef des services juridiques de la Maison-Blanche et ancienne avocate personnelle de George W. Bush, pour siéger à la Cour suprême des États-Unis. Harriet Miers, qui n'a jamais été juge, est proposée pour remplacer la juge centriste et pragmatique, Sandra Day O'Connor, qui a annoncé sa démission début juillet, jouait un rôle de pivot à la Cour suprême. La plus haute instance judiciaire du pays compterait ainsi toujours deux femmes, avec la juge Ruth Bader Ginsburg. Elle doit toutefois être confirmée par le Sénat. Au total, deux des neuf postes de juges de la Cour suprême, nommés à vie, étaient vacants depuis cet été, après le décès du président de la Cour, l'ultra-conservateur William Rehnquist. William Rehnquist a été remplacé jeudi par le juge John Roberts, un conservateur partageant largement ses prises de position. Sa nomination ne devrait a priori pas modifier l'équilibre politique de la Cour.
- Chine : au moins 34 mineurs ont été tués par une explosion.
- Suisse : Le pays décide d'extrader vers les États-Unis l'ancien ministre russe de l'Énergie atomique, Evgueni Adamov, emprisonné depuis mai 2005.
- Amérique : la tempête tropicale Stam a fait au moins 31 morts en Amérique centrale.
- France : l'actrice américaine Jane Fonda, âgée de 67 ans, a subi ce matin des examens médicaux à l'hôpital américain de Paris, en raison de douleurs au dos et à la hanche.
- Turquie : Ankara a accepté le cadre proposé par l'Union européenne pour ses négociations d'adhésion, a-t-on appris de source officielle turque à Luxembourg.
- Espace : l'équipage russo-américain du Soyouz ainsi que Gregory Olsen, troisième « touriste de l'espace » ont pénétré dans l'ISS. Étant entrepreneur, et scientifique, ce dernier réalisera quelques expériences scientifiques lors de son séjour d'une semaine à bord qui lui a probablement coûté vingt millions de dollars.
- Soleil : une éclipse de soleil annulaire est visible du Portugal à l'océan Indien en traversant toute l'Afrique du Nord. Elle est également visible partiellement de 9 h 42 et 12 h 38 en France.
- France : Lucien Léger, le plus ancien condamné à perpétuité de France, a été remis en liberté conditionnelle après 41 ans d'emprisonnement pour assassinat.
- France : mort de l'écrivain français Guillaume Dustan d'une intoxication médicamenteuse involontaire à Paris. Il avait 40 ans.

### Mardi4 octobre 2005
- Norvège : le prix Nobel de physique 2005, a été attribué à deux Américains, Roy J. Glauber et John L. Hall, ainsi qu'à l'Allemand Theodor W. Hänsch. Hall et Haensch sont distingués pour leurs contributions au développement de la spectroscopie de précision au laser tandis que Glauber est récompensé pour sa contribution à la théorie quantique de la cohérence optique.
- France / Italie : la France et l'Italie se sont mis d'accord à l'occasion du 24e sommet franco-italien sur le lancement de la première tranche du programme de 27 frégates européennes multimissions (Fremm). La construction de dix-sept frégates est confiée à Armaris, filiale de DCNS (ex-Direction des constructions navales) côté français, et, du côté italien, dix frégates seront construites par Orizzonte Sistemi navali, filiale de Fincantieri et Finmeccanica.
- France : grève interprofessionnelle et manifestations organisées par tous les syndicats pour défendre, entre autres, le pouvoir d'achat, l'emploi et les droits des salariés. Le journal L'Humanité annonce que 74 % des Français expriment leur soutien ou leur sympathie à cette mobilisation et un million de personnes auraient participé aux manifestations.
- Salvador : l'état d'urgence a été décrété dans tout le pays, après des glissements de terrain déclenchés par des pluies torrentielles qui ont fait 31 morts et forcé plus de 8 500 évacuations.
- Mexique : Stan est passé du rang de tempête tropicale à celui d'ouragan, et s'apprête à frapper dans la journée les côtes mexicaines dans le golfe du Mexique. Une alerte à l'ouragan a été lancée sur une partie de la côte, de Palma Sola à Chilitepec. Le port de Veracruz a été fermé, ainsi que plusieurs écoles. Des milliers d'habitants ont gagné les dizaines de refuges installés le long de la côte et plusieurs plates-formes pétrolières évacuées.
- France : le sénateur Charles Pasqua a été mis en examen par le juge Philippe Courroye dans le cadre d'une enquête sur les largesses de l'homme d'affaires libanais Iskandar Safa accordées à l'entourage de l'ex-ministre de l’Intérieur. Charles Pasqua est personnellement accusé d'avoir bénéficié, entre 1989 et 1993, de locaux situés dans le 7e arrondissement de Paris et appartenant à Iskandar Safa. L'ancien bras droit de Charles Pasqua, Jean-Charles Marchiani a été également mis en examen pour trafic d'influence. Bénéficiant d'une immunité parlementaire, Charles Pasqua a déjà été mis en examen dans six autres affaires depuis 1994.
- France : mort du sociologue français Jean Cazeneuve, membre de l'Institut, professeur émérite à la Sorbonne et ancien président-directeur général de l'Office de radiodiffusion-télévision française, à Paris, à l'âge de 90 ans.

### Mercredi5 octobre 2005
- Norvège :  le prix Nobel de chimie 2005 a été décerné au Français Yves Chauvin et aux américains Robert H. Grubbs et Richard R. Schrock pour leurs travaux sur le développement de la méthode de la métathèse.
- Chine : inondation d'un puits de la mine de Longtan dans la ville de Guang'an, dans le Sichuan, au moins 10 morts et 18 disparus.
- France : le juge antiterroriste Jean-Louis Bruguière, patron du pôle antiterroriste, juge que la radicalisation n'a jamais été aussi forte en France, et estime que la menace d'attentat chimique n'est pas à exclure.
- Dopage : le journal L'Équipe affirme que le finaliste du tournoi de tennis de Roland Garros 2005, l'argentin Mariano Puerta, a été contrôlé positif  à un stimulant interdit après sa finale perdue face à l'Espagnol Rafael Nadal le 5 juin 2005. Si les faits sont avérés, cette découverte devrait mettre fin à la carrière du joueur. En effet celui-ci avait déjà été convaincu de dopage au clenbutérol, un stéroïde anabolisant, en 2003. Il avait été suspendu pour neuf mois de compétition.
- Mexique : l'ouragan Stan a touché le Mexique et l'Amérique du centre, faisant 66 morts, principalement sur les côtes du Salvador.
- États-Unis d'Amérique : Jeb Bush fait passer une loi en Floride, autorisant la population à tirer dès qu'elle se sent menacée, sans avoir besoin du recours à la légitime défense, des adversaires politiques lancent une campagne d'avertissement destinée aux touristes pour les dangers qu'ils encourent[2].

### Jeudi6 octobre 2005
- Royaume-Uni : remise des prix Ig-Nobel à Harvard.
- Viêt Nam : les inondations annuelles dans le delta du Mékong dans le sud du pays ont fait 34 morts dont 30 enfants. Les autorités s'attendent à ce que le niveau des eaux soit encore plus haut la semaine prochaine.
- Canada : une maladie respiratoire non identifiée a fait seize morts (toutes des personnes âgées) dans une clinique de Toronto, dont six nouvelles victimes hier, mais cette épidémie ne constitue pas un risque pour la santé publique, ont annoncé les autorités sanitaires. Selon les autorités sanitaires, l'épidémie est en train de régresser même si d'autres décès sont probables. , et il ne s'agit ni de la grippe aviaire, de la Légionellose, ou des virus grippaux A et B. L'épidémie est confinée aux patients, à l'équipe et aux personnes associées de près à un seul bâtiment de la clinique.
- États-Unis : le sénateur républicain John McCain, ancien prisonnier de la guerre du Viêt Nam, a fait adopter par 90 voix contre 9 un amendement sur la prohibition de traitements cruels, inhumains, ou dégradants envers des prisonniers, en dépit de l'opposition de la Maison-Blanche qui a menacé de mettre son veto au budget de la Défense si nécessaire.
- Salvador : les glissements de terrain et les coulées de boue provoqués par l'ouragan Stan ont fait plus de 241 victimes en Amérique centrale, en particulier au Guatemala et au Salvador, et le bilan devrait s'aggraver fortement. Au Guatemala, qui a été frappé hier par de nouvelles coulées de boue, le dernier bilan officiel fait état de 160 morts, 49 blessés, et entre 150 et 200 disparus et provoqué l'évacuation de plus de 6 000 personnes. Au Salvador se sont au moins 67 personnes qui sont mortes mais aussi neuf autres au Nicaragua, treize au Mexique, quatre au Honduras et un au Costa Rica.
- France, 
  - politique : la porte-parole de Lutte ouvrière Arlette Laguiller annonce dans Le Figaro que son parti aura un candidat à l'élection présidentielle française de 2007.
  - Technologie : ouverture officielle au public d'Infonie, FAI-fournisseur d'accès à Internet français créé par Christophe Sapet, et Bruno Bonnell
- Corée du Sud : neuf ouvriers travaillant sur un chantier de construction d'Icheon, à 80 km au sud de Séoul ont été tués à la suite d'un effondrement d'armatures en béton qui a également fait cinq blessés. Des sauveteurs poursuivent leurs opérations dans les décombres à la recherche d'éventuelles survivants.

### Vendredi7 octobre 2005
- Norvège : le prix Nobel de la paix 2005 a été attribué à l'Agence internationale de l'énergie atomique (AIEA) et à son chef, l'Égyptien Mohamed ElBaradei, pour leurs efforts contre la prolifération des armes nucléaires et pour la promotion du nucléaire civil. Ils étaient l'un des grands favoris pour la prestigieuse récompense, qu'ils avaient manquée de peu en 2004.
- France : l'Insee publie une étude qui montre que 9 % des Français sont illettrés à la sortie du système scolaire.
- France, politique : selon un sondage BVA, le ministre de l'Intérieur Nicolas Sarkozy et la présidente de la région Poitou-Charentes Ségolène Royal seraient les meilleurs candidats de leurs partis respectifs pour l'élection présidentielle française de 2007.

### Samedi8 octobre 2005
- Pakistan et Inde, Séisme de 2005 au Cachemire : un violent séisme d'une magnitude de 7,6 sur l'échelle de Richter frappe le Pakistan, mais aussi le nord de l'Inde. Les autorités pakistanaises ont pour l'heure fait état de 18 020 morts dans l'ensemble du pays, dont 17 155 dans le seul Cachemire pakistanais, la région la plus durement touchée, où se trouvait l'épicentre du séisme. Selon le général Shaukat Sultan, quelque 41 000 personnes ont également été blessées, et l'Afghanistan où les informations préliminaires font état de victimes en nombre indéterminé et d'importants dégâts.
- Guatemala : au moins 1 400 personnes sont mortes dans les glissements de terrain et des inondations provoqués par l'ouragan Stan.
- Roumanie : les autorités sanitaires ont commencé à vacciner des centaines de personnes dans l'est du pays, où trois canards domestiques sont morts de la grippe aviaire, tandis que des représentants d'environ 80 pays se sont réunis hier à Washington pour coordonner leurs efforts afin d'éviter une pandémie.
- France : un communiqué du ministère de la défense indique que Jacques Chirac est à nouveau autorisé à voler ; les examens qu'il a passé ce samedi à l'hôpital militaire du Val-de-Grâce à la suite de son « petit accident vasculaire cérébral » ont fait dire aux médecins que le président de la république est à nouveau autorisé à effectuer des déplacements aériens.
- France : Jean-Marie Le Pen a confirmé sa participation à l'élection présidentielle française de 2007 lors de la fête des bleus-blancs-rouge de son parti, le Front national. Il se considère comme un favori potentiel du fait de la division de la droite traditionnelle.
- Espace : le satellite européen CryoSat, transporté par la fusée russe Eurockot, s'est désintégré en vol et ses débris se sont abîmés dans l'océan Arctique Nord.
- Turquie : deux mille dindes sont mortes de la grippe aviaire en l'espace de quelques heures dans la nuit de vendredi à samedi. Elles appartenaient toutes à un même éleveur d'un village proche de Balıkesir dans l'ouest du pays. C'est ce qu'a confirmé le ministre turc de l'Agriculture, Mehdi Eker. Il a précisé que tout transport d'animal en direction ou au départ de ce village est interdit. Une enquête a été ouverte pour connaître les causes de l'apparition de la maladie dans cet élevage. Toutefois, selon le ministre, la maladie a probablement été apportée par des oiseaux migrateurs venus des montagnes de l'Oural.

### Dimanche9 octobre 2005
- Suisse : le gouvernement ne juge pour l'instant pas nécessaire de renforcer son dispositif préventif après l'apparition de la grippe aviaire en Roumanie et en Turquie. Il s'agit d'un problème de médecine vétérinaire. L'appréciation des risques pour l'homme n'a pas changé.
- Pologne : le second tour de l'élection présidentielle polonaise, prévu le 23 octobre, opposera bien le candidat libéral Donald Tusk, arrivé en tête du premier tour, avec 36,3 %, au candidat conservateur Lech Kaczyński, qui a recueilli 33,1 % selon les résultats officiels publiés lundi. Selon la télévision d'État, la participation s'est élevée à 50,5 %.
- États-Unis : un Boeing 757 de la compagnie américaine American Airlines a effectué un atterrissage d'urgence à l'aéroport international de Washington après que de la fumée eut été observée à bord. L'avion effectuait la liaison entre New York et Miami. Il a atterri sans problème et tous les passagers sont en bonne santé. L'origine de la fumée n'est pas connue dans l'immédiat et la compagnie aérienne a ouvert une enquête.
- Pologne : le pays interdit les importations de volailles de Turquie et de Roumanie à la suite de la découverte, vendredi et samedi, d'animaux morts de la grippe aviaire.
- France : la tour Eiffel et le jardin du Luxembourg à Paris ont été évacués cet après-midi après de fausses alertes à la bombe.
- Italie : un hélicoptère italien, un Écureuil de fabrication française, avec 6 personnes à son bord s'est désintégré en touchant le sol dans la chute de leur appareil, dans la région du lac de Côme, dans le nord du pays. Selon les autorités italiennes, les cinq des six passagers pourraient être des touristes. Leurs nationalités n'ont pas été précisées.
- France, politique : Laurent Fabius a affirmé sur Radio J qu'il sera candidat à l'élection présidentielle française de 2007 pour le Parti socialiste, et ce, même si sa motion était minoritaire au Congrès du Mans, qui est prévu à la mi-novembre 2005.
- France : mort de l'archéologue français Serge Lancel, auteur notamment de travaux sur Hannibal et Carthage. Il avait 77 ans.

### Lundi10 octobre 2005
- Allemagne : au terme des négociations entre la CDU et le SPD, Angela Merkel est assurée de devenir la nouvelle chancelière d'Allemagne, à la tête d'une coalition CDU/SPD. Parvenue en tête des élections fédérales allemandes de 2005 en septembre 2005, elle a dû se résoudre à s'allier avec son opposant de gauche et prédécesseur, Gerhard Schröder, pour former une grande coalition droite-gauche. Les discussions restent ouvertes pour la formation du gouvernement et la désignation des postes ministériels revenant à chaque camp. Edmund Stoiber (CSU) sera nommé ministre de l'Économie.
- Suède : le prix Nobel d'économie 2005 attribué à l'Israélien Robert J. Aumann et à l'Américain Thomas Schelling.
- Union européenne : l'Union européenne interdit l'importation d'oiseaux vivants et de plumes de Turquie pour cause de menace de grippe aviaire.
- Guatemala : trois jours de deuil national ont été décrétés après le passage de l'ouragan Stan.
- Cachemire : à la suite du tremblement de terre du 8 octobre, le Pakistan a lancé un nouvel appel à l'aide à la communauté internationale face à l'ampleur des dégâts. De nombreuses régions, très montagneuses et couvertes de forêts, n'ont pas encore pu être rejointes par les secouristes ; le nombre des victimes, selon certaines sources, pourrait être de 40 000.

### Mardi11 octobre 2005
- France : meurtre de Marine Boisseranc
- Liberia : des élections parlementaires et présidentielle sont organisées en même temps dans un pays dévasté par quatorze années de guerres civiles. Parmi vingt-deux candidats, on retrouve l'ex-vedette du football George Weah et une ancienne économiste de l'ONU et de la Banque mondiale, Ellen Johnson Sirleafune. Les résultats officiels seront connus le 25 octobre et s'il n'y a pas de majorité absolue, un deuxième tour est prévu pour le 8 novembre. Selon des résultats partiels (sur un tiers des bureaux de vote dépouillés en date du 15 octobre), l'ancien footballeur du PSG George Weah obtiendrait 32,6 % des suffrages, devant Ellen Johnson Sirleafune 18,6 % et Charles Brumskine 10,6 %. Ces résultats encore très partiels sont toutefois à prendre avec précaution, compte tenu de l'échantillonnage.
- Irak : une série d'attaques suicides, d'attentats à la bombe et de fusillades a fait 53 morts et de nombreux blessés dans l'ensemble du pays. La principale action, un attentat-suicide sur le marché de Tall Afar, a fait 30 victimes et 45 blessés. Cette flambée de violence intervient avant le référendum du 15 octobre sur la nouvelle constitution irakienne. Dans ce cadre de violence, le gouvernement provisoire a ordonné la fermeture de l'aéroport international de Bagdad, l'interdiction de la circulation automobile et la fermeture des administrations le jour du scrutin, ainsi qu'un couvre-feu de nuit.
- Royaume-Uni : Scotland Yard annonce avoir arrêté dix-huit personnes soupçonnées d'avoir organisé un important réseau d'immigration clandestine qui a permis de faire entrer illégalement des dizaines de milliers de personnes, essentiellement des Kurdes de Turquie, en Angleterre. Cette opération, à laquelle ont participé Europol ainsi que les polices de nombreux pays européens est la plus importante jamais menée par Scotland Yard contre un réseau d'immigration clandestin. Elle fait suite à une enquête de deux ans qui a impliqué deux cents policiers britanniques.

### Mercredi12 octobre 2005
- Chine : le gouvernement chinois vient de signer avec la compagnie Sunwah Linux (en) un contrat de 42,7 millions de dollars pour la fourniture de plus de 141 000 ordinateurs équipés d'une version de Linux basée sur Debian. Ces ordinateurs seront déployés dans les écoles d'une région très peuplée[3].
- Chine : deux taïkonautes chinois ont décollé à bord du vaisseau Shenzhou VI (Vaisseau divin) depuis la base de lancement de Jiuquan, en Mongolie-Intérieure pour une mission de cinq jours dans l'espace, deux ans après son premier vol spatial habité. Fei Junlong (40 ans) et Nie Haisheng (41 ans) les deux astronautes chinois, ont été placés en orbite 21 minutes après le décollage.
- Roumanie : après la suspicion de cas de grippe aviaire chez des canards, des milliers de volailles ont été abattues en Roumanie. Les tests  virologiques sur la possible présence du virus menés par des experts européens se sont révélés négatifs. La Commission européenne n'envisage donc plus de mesures d'embargo.
- France, tramway parisien : prévu pour une mise en service en décembre 2006, le tramway électrique parisien (T3) construit par Alstom a effectué un parcours d'essai entre le pont du Garigliano et Balard. Le tramway, piloté par une femme machiniste de bus à la RATP, transportait notamment Jean-Paul Huchon (PS), président du conseil régional d'Île-de-France, le maire de Paris Bertrand Delanoë (PS) ainsi que la présidente de la RATP, Anne-Marie Idrac. (Source :  AFP)
- Syrie : l'ancien chef du renseignement militaire syrien au Liban et actuel ministre syrien de l'Intérieur, Ghazi Kanaan, s'est suicidé, selon la version officielle des autorités syriennes. Sa mort intervient à 13 jours de la remise du rapport de la commission d'enquête des Nations unies, sur l'assassinat de l'ancien premier ministre libanais Rafiq Hariri, tué dans un attentat à Beyrouth le 14 février 2005. Les raisons de son suicide ne sont pas clairement connues.
- Irak : un attentat-suicide a fait 30 morts et 35 blessés dans un centre de recrutement de l'armée à Tall Afar au nord-ouest du pays au lendemain d'un autre attentat-suicide sur le marché de cette ville et qui avait fait le même nombre de victimes. Six personnes ont également été tuées lors de fusillades à Bagdad.
- France, insolite : un habitant de Lodève dans l'Hérault, mécontent de la hausse de sa taxe foncière, l'a payée avec un chèque reproduit sur une vache en aggloméré de près de deux mètres de haut. « Le chèque le plus vache du monde, a-t-il dit. La loi autorise les chèques sur n'importe quel support dans la mesure où les mentions obligatoires y figurent. »
- Chine : un homme armé de pistolets artisanaux a ouvert le feu dans une école primaire de l'est de la Chine, blessant 16 écoliers. Sept enfants ont été hospitalisés pour des blessures graves, et neuf autres souffraient de blessures légères.
- États-Unis : mort de l'auteur-compositeur Baker Knight, dont les chansons ont été interprétées par des stars comme Elvis Presley, Paul McCartney, Frank Sinatra ou Dean Martin. Il est mort à son domicile de Birmingham à l'âge de 72 ans.

### Jeudi13 octobre 2005
- France : dans une double décision, le Conseil constitutionnel, saisi par le président de la République, Jacques Chirac, décide que le Protocole n° 13 à la Convention de sauvegarde des Droits de l'Homme et des Libertés fondamentales, relatif à l'abolition de la peine de mort en toutes circonstances, signé à Vilnius le 3 mai 2002 par les États membres du Conseil de l'Europe, peut être ratifié par la France. En revanche, le Deuxième protocole facultatif se rapportant au Pacte international relatif aux droits civils et politiques, visant à abolir la peine de mort, adopté par l'Assemblée générale du Haut-Commissariat des Nations unies aux droits de l'homme, dans sa résolution 44/128 du 15 décembre 1989, nécessiterait, pour être ratifié par la France, une révision constitutionnelle préalable. Le Conseil constitutionnel a considéré que l'absence de modalités de dénonciation de ce protocole « lierait irrévocablement la France même dans le cas où un danger exceptionnel menacerait l'existence de la Nation » et qu'il porterait dès lors « atteinte aux conditions essentielles d'exercice de la souveraineté nationale ». Voir le texte intégral de la décision.
- France : après 3 semaines de grève et sous la menace d'une mise en faillite par l'État de la société SNCM, les travailleurs syndiqués de la CGT ont voté la reprise du travail.
- Prix Nobel : c'est Harold Pinter, dramaturge britannique qui reçoit le prix Nobel de littérature 2005.
- Roumanie : après avoir annoncé mercredi 12 octobre 2005 que les tests  virologiques sur la présence du virus de la grippe aviaire étaient négatifs, les experts envoyés par le Commission européenne ont confirmé la présence du virus. Les mêmes mesures d'embargo prises contre la Turquie, lundi 10 octobre 2005, seront donc appliquées pour les oiseaux vivants, la viande de volaille et les autres produits issus de la volaille. (Source :  AFP)
- Russie : des combats militaires ont eu lieu à Naltchik capitale de la république de Kabardino-Balkarie dans le Caucase russe. Durant la matinée des rebelles tchétchènes prennent d'assaut le ministère de l'Intérieur, les services secrets, trois commissariats de police et une armurerie. Rapidement les forces de sécurité russe parviennent à déloger les assaillants grâce à d'importants combats aériens et terrestres dans toute la ville. Dans la soirée plusieurs dizaines de morts sont à déplorer et certains rebelles tchétchènes restent encore retranchés avec des otages.
- États-Unis : mort de Vivian Malone Jones, la première étudiante noire dont les efforts pour entrer à l'université d'Alabama avaient suscité la virulente campagne du gouverneur américain George Wallace en 1963. Elle avait 63 ans.
- Pérou : environ 1 400 touristes et habitants sont bloqués près du célèbre site archéologique inca du Machu Picchu au Pérou après un glissement de terrain qui a emporté dans la nuit 400 mètres de voies ferrées.
- Pakistan : le bilan officiel du séisme au Pakistan s'établit désormais à 25 000 morts et plus de 63 000 blessés.
- Allemagne : la direction du Parti social-démocrate (SPD) a désigné les huit ministres qui participeront au futur gouvernement de coalition avec la CDU/CSU conduit par Angela Merkel (CDU) : Franz Müntefering, président du SPD, sera vice-chancelier et ministre fédéral du Travail et des Affaires sociales, Frank-Walter Steinmeier, actuellement[Quand ?] chef de la Chancellerie fédérale, sera ministre fédéral des Affaires étrangères, tandis que trois femmes du cabinet Schröder II occuperont les mêmes fonctions dans le cabinet Merkel : Ulla Schmidt à la Santé, Brigitte Zypries à la Justice et Heidemarie Wieczorek-Zeul à la Coopération économique. On note aussi l'arrivée de Peer Steinbrück aux Finances, de Wolfgang Tiefensee aux Transports, et de Sigmar Gabriel à l'Environnement.

### Vendredi14 octobre 2005
- France, politique : Nicolas Dupont-Aignan, député de l'Essonne, président du club Debout la République et « chef de file » des souverainistes de l'UMP, annonce sa candidature à l'élection présidentielle française de 2007, dans un entretien à paraître dans le Figaro en date du samedi 15 octobre. Il se réserve toutefois la possibilité de participer à des « primaires » si un système « crédible et honnête » de désignation du candidat de la majorité présidentielle venait à être mis en place et si les candidats potentiels s'y ralliaient.
- Équateur : l'ex-président et colonel équatorien Lucio Gutiérrez, destitué par le congrès en avril 2005 et recherché par la justice, a été arrêté à son retour d'exil de Colombie. Il est poursuivi sous le motif de menace à la sécurité nationale pour avoir refusé de reconnaître sa destitution et la nomination par le congrès de l'actuel président, Alfredo Palacio.
- Irak : à la veille du référendum pour adopter la nouvelle constitution, des actes de sabotage ont visé des lignes électriques qui ont privé d'électricité de larges secteurs de Bagdad et ses environs durant la soirée.
- Pays-Bas, terrorisme : les forces de l'ordre néerlandaises ont arrêté sept personnes soupçonnées de terrorisme à Almere, Amsterdam et La Haye. Pendant l'opération, à La Haye, le siège du gouvernement et le Parlement ont été encerclés par la police.

### Samedi15 octobre 2005
- Espagne : un immeuble s'est effondré dans le vieux quartier de Piera, près de Barcelone, faisant cinq morts et quatre blessés. On ignore pour l'instant combien de personnes se trouvaient dans l'immeuble quand il s'est écroulé. Les pompiers inspectent les décombres à la recherche de rescapés. Une enquête a été ouverte pour déterminer la cause de l'accident. D'après le coordinateur du centre régional de secours, l'effondrement pourrait avoir été provoqué par les fortes pluies qui s'abattent sur la Catalogne depuis deux jours.
- Roumanie : les prélèvements analysés par un laboratoire britannique montrent que les volatiles morts en Roumanie étaient porteurs du virus H5N1 de la grippe aviaire. C'est cette souche qui a tué des milliers de volailles et a contaminé 117 personnes en Asie, dont 60 sont mortes. Le virus H5N1 a également été détecté cette semaine dans des élevages en Turquie.
- Irak : début des opérations de vote à 7 heures locales en vue de faire adopter par référendum la nouvelle constitution irakienne. Plus de 15,5 millions d'Irakiens sont appelés à voter sous haute surveillance sécuritaire de crainte d'attentats.
- Iran : quatre personnes sont mortes et 702 autres ont été blessées dans une série d'explosions au Khuzestan. Ces attentats, et les précédents, sont selon les autorités dues à des séparatistes en exil soutenus par le Royaume-Uni, ce que ce dernier dément.
- Pakistan : le bilan officiel concernant le tremblement de terre du 8 octobre qui a touché le Cachemire fait état de 38 000 morts et 62 000 blessés. En Inde, ce sont 1 350 morts qui sont à déplorer.
- Ufologie : premières rencontres ufologiques européennes à Châlons-en-Champagne destinées à promouvoir l'ufologie auprès du grand public.
- Bangladesh : au moins 25 personnes sont mortes, 23 sont portées disparues et deux autres ont été blessées dans un accident d'autocar dans la région de Bogra à 190 km au nord-ouest de Dacca. L'autocar n'a pas réussi à freiner à l'approche d'un petit pont qui enjambe la rivière Kichak et est tombé dans la rivière. L'autocar assurait la liaison entre Bogra et Jaipurhat.
- Inde : un bateau a chaviré dans le Gange, dans le nord du pays, faisant au moins 36 morts et 40 disparus. Le bateau de 50 places transportait une centaine de personnes lorsqu'il a coulé au milieu du fleuve. Une vingtaine de personnes ont réussi à gagner la rive à la nage. Une enquête a été ouverte pour déterminer les causes de l'accident. Les victimes étaient pour la plupart des ouvriers agricoles qui rentraient chez eux après le travail.
- Pakistan : un hélicoptère de transport MI-17 de l'armée pakistanaise qui achevait une mission d'aide aux victimes du séisme s'est écrasé près de Bagh, tuant les six militaires qui étaient à bord. Le crash a pu être causé par le mauvais temps ou une défaillance technique.

### Dimanche16 octobre 2005
- Italie : les bureaux de vote ont ouvert ce matin à 8 heures locales (jusqu'à 22 heures) pour permettre aux sympathisants de gauche de participer aux premières primaires nationales organisées dans le pays. Les sympathisants doivent désigner leur leader pour les élections générales italiennes de 2006. C'est l'ancien président du Conseil et ancien président de la Commission européenne, Romano Prodi, qui est donné favori. Il est considéré comme le meilleur adversaire face à l'actuel président du Conseil Silvio Berlusconi. Six candidats affrontent Romano Prodi mais aucun n'a de réelle chance d'obtenir l'investiture. Les Italiens qui veulent participer aux primaires doivent payer 1 euro pour les frais d'organisation et déclarer être des sympathisants de gauche. Les premiers résultats devraient être connus après minuit.
- Asie : en visite dans le Sud-Est asiatique, région la plus touchée par la grippe aviaire, le secrétaire américain à la Santé, Michael Leavitt, s'est montré pessimiste sur les possibilités de prévenir une nouvelle pandémie de grippe. Après son voyage en Thaïlande, au Cambodge, au Laos et au Viêt Nam, il a reconnu qu'il serait très difficile de repérer et de contenir l'expansion du virus en cas de mutation vers une forme transmissible à l'homme.
- Japon : léger séisme d'une magnitude de 5,1 sur l'échelle de Richter, aucun dégât matériel.
- Argentine : un incendie déclenché apparemment par des détenus dans une prison argentine, au sud-est de Buenos Aires, a fait au moins 32 morts. Des détenus auraient mis le feu à des matelas et à des couvertures, apparemment pour demander davantage d'heures de visite pour leurs proches.

### Lundi17 octobre 2005
- Monde, Journée internationale pour l'élimination de la pauvreté : Kofi Annan rappelle que quelque 800 millions de personnes souffrent de la faim et de malnutrition chronique. Chaque jour, 30 000 enfants meurent de causes associées directement à la pauvreté.
- Italie : le leader de l'opposition Romano Prodi a été désigné comme candidat du centre-gauche dimanche par les militants lors de primaires organisées dans le pays. Selon les résultats communiqués, Romano Prodi l'a remporté avec 74,6 % des suffrages dans 92,4 % des 10 000 bureaux de vote.
- Îles Caïmans : un bulletin de surveillance à l'ouragan a été émis pour les Îles Caïmans, qui pourraient être frappées par une tempête tropicale dans les prochains jours. La tempête pourrait être nommée Wilma, ce qui ferait d'elle la 21e dépression à porter un nom cette saison. À 3 heures GMT, elle était située à 250 km au sud-est de Grand Cayman, selon les prévisionnistes. Elle se déplaçait à la vitesse d'environ 3 km/h, avec des vents de près de 56 km/h.
- Grèce : les autorités grecques ont confirmé le premier cas de grippe aviaire sur leur sol, le premier cas avéré au sein de l'Union européenne, et des analyses sont en cours pour savoir s'il s'agit du virus mortel H5N1.
- France : mort de Jean Lescure, écrivain et ancien président de l'Association Française des Cinémas d'Art et d'Essai. Il avait 93 ans.
- Italie : selon un expert, l'arrivée de la grippe aviaire dans le pays n'est qu'une question de jours.
- Chine : mort de Ba Jin, l'un des plus célèbres écrivains chinois de la période communiste. Il est décédé à Shanghai à l'âge de 100 ans.
- Allemagne : la CDU et la CSU ont désigné les huit ministres (6 CDU et 2 CSU) qui participeront au gouvernement de « grande coalition » CDU-CSU/SPD, sous la direction d'Angela Merkel, qui devrait en principe être confirmé le 17 novembre par le Bundestag.
- États-Unis : General Motors, le premier constructeur automobile américain va supprimer 25 000 emplois
- Norvège : le Premier ministre travailliste Jens Stoltenberg entre en fonction, en remplacement du démocrate-chrétien Kjell Magne Bondevik.
- Monde, on peut assister à une éclipse lunaire partielle.
- Liban, Naissance de Ghina, créatrice du mot Kingesse

### Mardi18 octobre 2005
- Russie : mort à Moscou d'Alexandr Iakovlev, l'un des principaux architectes de la perestroïka, à l'âge de 81 ans.
- Inde : le ministre de l'Éducation de l'État du Jammu-et-Cachemire a été assassiné à son domicile par des hommes armés. Trois autres personnes ont été tuées lors de cette attaque. Au moins quatre militants présumés ont lancé une grenade contre les soldats qui montaient la garde près d'un complexe résidentiel dans le centre de Srinagar, abritant les maisons de plusieurs députés et ministres, avant de pénétrer dans la zone. Un soldat a été tué et quatre autres blessés, selon la police. Les militants ont ensuite fait irruption dans la maison d'un député et tiré à l'aveugle. Le parlementaire, Youssouf Tarigami, n'a pas été touché, mais un de ses gardes du corps a été abattu. Les assaillants ont ensuite escaladé un mur pour entrer dans la maison du ministre de l'Éducation, Ghulam Nabi Lone. Ce dernier est décédé de ses blessures lors de son transfert à l'hôpital. L'attaque a été revendiquée par le groupe Al-Mansoorian.
- Australie : mort de William Evan Allan, dernier vétéran australien ayant servi pendant la Première Guerre mondiale. Il avait 107 ans.
- La tempête tropicale Wilma s'est renforcée pour devenir le 12e ouragan de la saison à se former dans l'océan Atlantique, ce qui égale le record de l'année 1969, a annoncé le Centre national américain des ouragans. Wilma, qui pourrait atteindre l'ouest de Cuba ou la péninsule du Yucatán dans les prochains jours avant de toucher le sud-ouest de la Floride d'ici le week-end, s'est transformée en ouragan vers 15 h GMT lorsque ses vents ont dépassé la vitesse de 120 km/h. C'est la deuxième fois seulement depuis 1851, date des premières archives météorologiques, que 12 ouragans se forment dans l'Atlantique dans la même saison. Wilma était déjà devenue la 21e tempête tropicale de la saison à porter un nom. Dans l'histoire de la météo américaine, une seule saison a connu ce record de 21 tempêtes, c'était en 1933, à une époque où les ouragans n'étaient pas systématiquement baptisés.
- France : la ministre de la Défense Michèle Alliot-Marie a pris une décision sans précédent en suspendant le général de corps d'armée Henri Poncet, soupçonné d'avoir « couvert » le meurtre présumé d'un Ivoirien, lorsqu'il commandait l'opération « Licorne » en Côte d'Ivoire en mai dernier.
- Allemagne : rentrée parlementaire du nouveau Bundestag, un mois jour pour jour après les élections fédérales du 18 septembre 2005. Légalement, les fonctions du chancelier sortant, Gerhard Schröder, ont pris fin avec l'ouverture de la session parlementaire. Toutefois, le président Horst Köhler a chargé M. Schröder d'assurer l'intérim à la chancellerie jusqu'à l'investiture du cabinet Merkel, prévue pour le 17 novembre.
- Chine : Wikipédia est de nouveau complètement bloquée en Chine, au moment de la publication d'un livre blanc sur « l’édification de la démocratie politique en Chine », selon Reporters sans frontières. (voir aussi Internet et la censure).

### Mercredi19 octobre 2005
- Québec : mort de Corinne Côté-Lévesque, veuve de l'ancien premier ministre René Lévesque, à l'âge de 61 ans.
- Irak, Bagdad : le procès de l'ancien dictateur Saddam Hussein et de sept autres baassistes s'est ouvert à 11 heures. Les jurés sont sous anonymat en prévention de représailles. Il est jugé en premier lieu pour le massacre de 143 Irakiens en 1982 à Doujaïl. Douze autres affaires sont en instruction, dont celle du gazage de Kurdes à Halabja en 1988. L'accusé risque la peine de mort par pendaison. Mais le procès a été ajourné au 28 novembre. Selon le magistrat kurde Rizgar Mohamed Amine, président du tribunal spécial irakien, cet ajournement est "principalement" dû à l'absence de dizaines de témoins.
- Haïti : l'ouragan Wilma atteint la catégorie 5.
- Macédoine : un cas suspect de grippe aviaire a été détecté. Les autorités ont commencé l'abattage de 10 000 poulets dans un village du Sud du pays par mesure de précaution. Les volailles ont été abattues à Mogila, près de Bitola, après une épidémie de la maladie de Newcastle, une maladie virale fréquente chez les oiseaux. L'abattage a été ordonné après que l'un des poulets eut développé des symptômes anormaux. Un échantillon a été envoyé en Grande-Bretagne pour vérifier qu'il ne s'agit pas de la grippe aviaire.
- Pologne : Marek Belka a présenté au parlement la démission de son gouvernement après l'écrasante défaite électorale essuyée par l'Alliance de la gauche démocratique SLD. Le président Aleksander Kwaśniewski a désigné le conservateur Kazimierz Marcinkiewicz, pour former un nouveau gouvernement de coalition.

### Jeudi20 octobre 2005
- France : mort du peintre et dessinateur belge Jean-Michel Folon à l'âge de 71 ans à Monaco des suites d'une leucémie.
- France : a lieu à partir d'aujourd'hui et ce jusqu'au mardi 25 octobre l'anniversaire de la Fédération protestante de France qui fête ses 100 ans d'existence.
- Argentine : mort du criminel de guerre serbe Nebjosa Minic à l'âge de 40 ans dans un hôpital de la région de Mendoza dans l'ouest du pays.
- Irak : Me Saadoun Sghaiyer al-Janabi, avocat de Awad al-Bandar, accusé d'avoir délivré les ordres d'exécution à l'encontre de 148 habitants de Doujaïl, a été enlevé dans son cabinet de Bagdad.
- États-Unis : mort de la pianiste et chanteuse américaine Shirley Horn, à l'âge de 71 ans, à Washington. Elle était l'une des dernières divas du jazz, révélée au début des années 1960 par le trompettiste légendaire Miles Davis qui jouait comme elle des silences en musique.

### Vendredi21 octobre 2005
- Pakistan, tremblement de terre du 8 octobre : Kofi Annan, le secrétaire général des Nations unies, appelle aux dons financiers et matériels afin que le nombre de victimes (estimé à 79 000) ne continue pas d'augmenter.
- États-Unis, entreprise : Ford a annoncé un déficit de 284 millions de dollars pour le troisième trimestre de l'année en cours et annoncera très probablement de nouvelles fermetures d'usines en janvier prochain.
- Syrie : la commission d'enquête du procureur mandaté par l’ONU Detlev Mehlis confirme que des Syriens sont impliqués dans l'assassinat de l'ex-premier ministre libanais Rafiq Hariri. Le président américain, George W. Bush, a réclamé qu'une réunion du Conseil de sécurité des Nations unies soit convoquée « aussi vite que possible » afin d'étudier les suites à donner. Il a également déclaré que « le monde doit donner les suites qui s'imposent ».
- Irak : le corps de Me Saadoun Sghaiyer al-Janabi, l'avocat d'un des coaccusés dans le procès de Saddam Hussein, enlevé hier soir a été retrouvé derrière une mosquée de Bagdad.
- Météorologie, Mexique :  L'ouragan Wilma, considéré comme « extrêmement dangereux » et de catégorie 4 sur l’échelle de Saffir-Simpson, se rapproche de la péninsule du Yucatán.
- Beyrouth : Les pressions étrangères pour obtenir la démission du président Émile Lahoud s’intensifient.
- France : Paris : Le président et le premier ministre ont répliqué au ministre de l'Intérieur Nicolas Sarkozy, en réaffirmant tous deux leur attachement à la loi de 1905.
- France : Azouz Begag, ministre français délégué à la Promotion de l'égalité des chances, a été victime d'un contrôle « poussé » à l'aéroport d'Atlanta, aux États-Unis, le 13 octobre dernier. Cet incident regrettable a provoqué des tensions avec Washington. Le ministre français, d'origine algérienne, a été retenu par un agent des douanes américaines pour « un contrôle un peu trop poussé », alors qu'il était porteur d'un passeport et d'un visa diplomatiques. Après une demande d’« éclaircissements », le département d'État américain a reconnu qu'une « faute professionnelle » avait été commise par un agent des douanes, et s’est excusé.
- France : dans l'affaire du « faux SMS à caractère raciste » diffusé le 1er décembre 2003 dans le cadre de l'émission On ne peut pas plaire à tout le monde à l'encontre de Dieudonné M'bala M'bala, pour lequel la justice a prononcé en première instance, le 29 septembre 2005, une condamnation à une peine d'amende à l'encontre de Marc-Olivier Fogiel et à la mention, dans une émission ultérieure, de la condamnation de « MOF » en sa qualité de producteur-animateur, ce à quoi celui-ci se refuse pour le moment, le président du Front national, Jean-Marie Le Pen, se solidarise de M. M'bala M'bala, en appelant, dans un communiqué, les « responsables de l’audiovisuel public, financés avec l’argent des contribuables français, [à] exiger la démission de cet individu [Marc-Olivier Fogiel] aux méthodes scandaleuses ».

20/10 : adoption de la Convention sur la diversité culturelle, à l'Unesco.

### Samedi22 octobre 2005
- Hispaniola : la tempête tropicale Alpha s'est renforcée au sud de l'île.
- États-Unis : mort du sculpteur franco-américain Arman, à New York, des suites d'un cancer. Il avait 76 ans.
- France, politique : selon la députée UMP de la Gironde, Marie-Hélène des Esgaulx, Alain Juppé sera candidat en Gironde aux élections législatives françaises de 2007. Cette annonce faite, Alain Juppé a aussitôt réfuté cette information.
- Amérique : l'ouragan Wilma de catégorie 4, qui frappe durement le nord-est de la péninsule mexicaine du Yucatán avec des vents de 220 km/h, passe a la catégorie 3. 500 000 personnes ont été évacuées à Cuba dans des abris gouvernementaux. Bien qu'il soit passé au niveau 2, le cyclone s'acharne toujours sur la péninsule du Yucatán, inondée par des pluies destructrices.
- Damas : après la publication du rapport Mehlis sur l'assassinat de l'ancien Premier ministre libanais Rafiq Hariri qui l'accuse, la Syrie n'a pas dit si elle acceptait de participer avec l'ONU, au risque de s'attirer des sanctions internationales.
- Bagdad : la Ligue arabe a obtenu le soutien des chiites en Irak, le grand ayatollah, Ali al-Sistani, grâce à la démarche de réconciliation nationale dans le pays.
- Royaume-Uni : un perroquet en provenance du Suriname est soupçonné avoir péri du virus H5N1 lors de sa mise en quarantaine. Les autres volatiles présents au même endroit pour quarantaine ont tous été éliminés.
- Liban : Rapport Mehlisv : « à la hauteur des espérances » selon le gouvernement libanais. Position diamétralement opposée à celle de Damas qui a rejeté samedi les conclusions du rapport Mehlis.
- France : l'Assemblée nationale, lors de l'examen en première lecture du projet de loi de finances pour 2006, adopte à l'unanimité un amendement, déposé par Louis Giscard d'Estaing, qui prévoit la réduction de 19,6 % à 5,5 % de la TVA pour les bonbons au chocolat artisanaux.
- Suède : L'Institut vétérinaire national suédois a confirmé la présence de la grippe aviaire lors d'analyses effectuées sur des canards retrouvés morts dans le sud du pays, mais ignore s'il s'agit de la souche mortelle H5N1. Les analyses portaient sur quatre canards retrouvés morts hier dans la région d'Eskilstuna, à l'ouest de la capitale Stockholm.
- France, Manifestation pour la langue occitane : plus de 10 000 personnes manifestent à Carcassonne pour défendre l'occitan.

### Dimanche23 octobre 2005
- Nigeria, vol Bellview Airlines 210 : crash d'un Boeing 737 de la compagnie aérienne Bellview Airlines. D'après la présidente, Asmaa Rachimi, l'avion qui se rendait à Abuja et qui transportait 116 personnes s'est abîmé peu après son décollage de Lagos.
- Pologne, politique : le conservateur, Lech Kaczyński, 56 ans, a été élu président avec de 52,8 % à 53,5 % des voix contre 47,2 % à 46,5 % des suffrages pour son adversaire Donald Tusk, selon les sondages sortis des urnes publiés à l'issue du deuxième tour.
- Népal : sept alpinistes français et huit porteurs et sherpas népalais sont portés disparus depuis jeudi après de fortes chutes de neige dans la chaîne himalayenne, au nord-ouest du pays. Les alpinistes français, cinq hommes et deux femmes, tentaient d'escalader le sommet Kang Guru, situé à près de 7 000 mètres d'altitude, non loin du massif de l'Annapurna. À Paris, le ministère des Affaires étrangères français s'est dit « toujours extrêmement » inquiet. Le mauvais temps a retardé les opérations de secours, mais un hélicoptère de recherche a été envoyé aujourd'hui sur les lieux.
- Nigeria : la première dame Stella Obasanjo, épouse du président Olusegun Obasanjo, est morte à la suite d'une intervention chirurgicale en Espagne, c'est ce qu'a annoncé le ministère espagnol des Affaires étrangères. Mme Obasanjo est décédée ce matin dans un hôpital de Marbella où elle effectuait une visite privée. Le ministère a précisé qu'une autopsie devrait être réalisée à Malaga, qu'il ne disposait pas d'informations sur la cause de son décès et qu'il ignorait si elle avait subi une intervention chirurgicale. Elle avait 60 ans.
- France, politique : le premier secrétaire du PS, François Hollande a déclaré sur Radio J qu'il n'excluait pas d'appeler l'ancien premier ministre Lionel Jospin pour l'élection présidentielle française de 2007.
- Royaume-Uni : le perroquet mort en quarantaine de la grippe aviaire était bien porteur de la souche mortelle H5N1, c'est ce qu'a annoncé une porte-parole du ministère de l'Environnement, de l'Alimentation et des Affaires rurales.
- Cuba, Ouragan Wilma : trois touristes étrangers, un Italien, un Néerlandais et un autre de nationalité encore inconnue ont été tués et 16 personnes ont été blessées dans un accident survenu au cours d'une évacuation. Un Cubain a également été tué au cours de l'accident, survenu vendredi à 86 kilomètres au sud-est de la capitale sur l'autoroute menant à Cienfuegos, près de la localité de Nueva Paz, quand un autocar de la compagnie Via Azul, qui transportait une cinquantaine de touristes, a heurté une automobile et s'est retourné.

### Lundi24 octobre 2005
- Météorologie, Floride : après être passé sur le Mexique et sur Cuba, l'Ouragan Wilma, qui a déjà fait 8 morts, est attendu en Floride où il devrait arriver sous peu. Renforcé, il atteint désormais la catégorie 3.
- France : Le premier ministre Dominique de Villepin lance la privatisation partielle d'EDF, affirmant qu'il n'était « pas question de se désengager d'EDF » et que l'État conserverait « au moins 85 % du capital de l'entreprise ».
- Irak : trois attentats suicide quasi simultanés contre des hôtels habités par des journalistes et des employés, ont fait 17 morts et neuf blessés à Bagdad. Il s'agit des attaques les plus meurtrières dans la capitale irakienne depuis le référendum sur le projet constitutionnel du 15 octobre qui a été massivement rejeté par deux provinces à majorité sunnite, Al-Anbâr et Salaheddine. On ignorait en fin de soirée s'il y avait également des étrangers parmi les victimes.
- États-Unis : le président George W. Bush a choisi Ben Bernanke, 51 ans, actuel président du Conseil économique de la Maison-Blanche, pour succéder au patron la Réserve fédérale américaine Alan Greenspan, une véritable légende dont le mandat arrive bientôt à échéance. M. Bernanke, dont la nomination devra être validée par le Sénat, est un ancien membre du conseil des gouverneurs de la Fed et un ex-professeur de l'université de Princeton, où il dirigeait le département d'Économie. Le mandat d'Alan Greenspan, qui était arrivé à la tête de la banque centrale américaine en août 1987, arrive à son terme le 31 janvier prochain.
- États-Unis : Rosa Parks, afro-américaine dont la témérité avait lancé le combat en 1955 contre les lois ségrégationnistes aux États-Unis, est morte à son domicile de Detroit dans le Michigan à l'âge de 92 ans.
- Brésil : Les 122 millions d'électeurs brésiliens ont voté non (63,9 %) au référendum dont la question était « Le commerce des armes à feu et munitions doit-il être interdit au Brésil ? ». Le « non » a gagné dans la totalité des 27 États brésiliens.

### Mardi25 octobre 2005
- Haïti : dix personnes ont été tuées, onze blessées et trois sont portées disparues en raison d'inondations provoquées ce week-end par la tempête tropicale Alpha. Alpha est la vingt-deuxième tempête tropicale répertoriée de la saison, battant le record jamais établi par une saison cyclonique, selon le Centre national des ouragans (NHC) de la NOAA basé à Miami, en Floride.
- Népal : le corps d'un des sept alpinistes français tués avec onze guides népalais après une tempête de neige la semaine dernière près de l'Annapurna a été retrouvé. Le corps n'a pas encore été identifié. Selon l'Association des secours en Himalaya (HRA), tous les membres de l'expédition sont morts. Ces déclarations confirment celles des télévisions locales, qui ont annoncé dès dimanche soir que les dix-huit alpinistes étaient morts. En revanche, le ministère français des Affaires étrangères refuse toujours de confirmer les décès. Mais, selon Philippe Douste-Blazy, les chances de retrouver des survivants sont « malheureusement très faibles ». Quatre sherpas de l'expédition qui se trouvaient hors des tentes du camp lors de l'avalanche ont été secourus dimanche par hélicoptère à la faveur d'une éclaircie, après quatre jours d'une tempête de neige inhabituellement tardive qui avait isolé l'expédition en route pour le sommet du mont Kang Guru.
- Allemagne : Angela Merkel sera élue à la Chancellerie allemande le 22 novembre.
- France : le gouvernement a communiqué une liste de 21 départements considérés à risque pour la transmission de la grippe aviaire H5N1. Afin de prévenir les risques, les volatiles de ces départements devront être confinés au moins jusqu'au 2 décembre 2005. Les départements concernés sont ceux de l'Ain, de l'Aube, du Bas-Rhin, des Bouches-du-Rhône, de la Charente-Maritime, du Gard, de la Gironde, de la Haute-Corse, du Haut-Rhin, de la Haute-Marne, d'Ille-et-Vilaine, de l'Indre, des Landes, de la Loire-Atlantique, de la Manche, de la Marne, de Meurthe-et-Moselle, de la Meuse, de la Seine-Maritime, de la Somme et de la Vendée.
- France : le président du Front national, Jean-Marie Le Pen, a suspendu provisoirement, du bureau politique de ce mouvement, Marie-France Stirbois, ancien député d'Eure-et-Loir, qui avait contesté une décision touchant à l'affaire Jacques Bompard. En même temps que la veuve de Jean-Pierre Stirbois, ancien secrétaire général du FN, est sanctionné un élu du Var, Philippe de Beauregard. Ce dernier avait protesté vendredi, dans une conférence de presse avec Mme Stirbois, contre son éviction du secrétariat de son département. Selon le FN, M. de Beauregard a été évincé de ce poste pour avoir souhaité conserver son emploi de juriste territorial à la municipalité d'Orange, après le départ du FN du maire Jacques Bompard. Un emploi que le FN a jugé incompatible avec une responsabilité importante dans le parti, dans un contexte de déclarations très critiques de M. Bompard à l'encontre du FN et alors qu'il est question d'un possible rapprochement entre le maire d'Orange et Philippe de Villiers, président du Mouvement pour la France.
- République dominicaine : une rivière qui avait débordé de son lit sous l'effet de pluies diluviennes a inondé la ville de Puerto Plata, provoquant la mort de six personnes, dont deux enfants de 11 et 12 ans. Les flots ont détruit au moins 10 maisons et un pont entre deux villages. Deux pêcheurs s'étaient déjà noyés en mer pendant le passage de la tempête tropicale Alpha qui a touché le pays dimanche. Un jeune garçon est depuis porté disparu.

### Mercredi26 octobre 2005
- Pakistan : l'Organisation des Nations unies va porter l'aide d'urgence de 312 à 549 millions de dollars pour secourir les victimes du séisme de 2005 au Cachemire. Ce séisme a fait 54 000 morts et 77 000 blessés, selon un nouveau bilan annoncé par le ministre de l'Intérieur pakistanais Aftab Sherpao.
- Chine : une bousculade dans un escalier d'une école primaire de Tongjiang (un district de la province du Sichuan, à 1 200 km au sud-ouest de Pékin) a fait sept morts et 37 blessés dont 5 dans un état sérieux. Selon un quotidien local, cette bousculade aurait éclaté quand un élève a hurlé au fantôme dans la sombre cage d'escalier les enfants ayant alors commencé à courir. Alors qu'une enquête a été ouverte pour déterminer les circonstances exactes de ce drame, les autorités écartent l'hypothèse d'un écroulement du bâtiment, l'école ayant été construite l'année dernière. La bousculade est intervenue dans les escaliers au moment où les écoliers quittaient leur classe mardi soir.
- Haïti : Alpha, 22e tempête tropicale de la saison atlantique, a fait au moins 15 victimes lors de son passage à Haïti et en République dominicaine, avant de poursuivre sa marche vers le nord dans l'océan Atlantique. Une dizaine de personnes sont aussi portées disparues dans les deux pays de l'île de Saint-Domingue, où les coulées de boue et le débordement des cours d'eau ont inondé les rues et les maisons. Le bilan de la tempête reste encore provisoire et le nombre de victimes devrait s'accroître. Pour l'instant, 13 personnes ont été tuées à Haïti, la plupart noyées. Si les secours n'ont pas encore atteint toutes les zones sinistrées, le naufrage d'un bateau près de Anse-Rouge, au nord du pays, pourrait alourdir le bilan humain. Au moins 400 maisons ont été endommagées ou détruites par les inondations et les coulées de boue et des centaines d'habitants ont été relogés dans des abris. En République dominicaine, les autorités ont retrouvé lundi les corps de deux pêcheurs dont le bateau avait chaviré.
- Croatie : la souche mortelle H5N1 du virus de la grippe aviaire a été décelée.
- La Réunion : soupçon de grippe aviaire sur trois malades hospitalisés après un séjour en Thaïlande, où ils avaient visité un parc ornithologique.
- Iran : à l'occasion d'une conférence sur Le monde sans le sionisme, le président iranien Mahmoud Ahmadinejad déclare : « Israël doit être rayé de la carte. » C'est la première fois depuis des années qu'un dirigeant iranien aussi haut placé prône publiquement la disparition de l'État d'Israël, même si celle-ci fait partie de la propagande du régime. À la suite de ces propos, l'ancien premier ministre israélien, Shimon Peres appelle à l'expulsion de l'Iran de l'ONU. La France, l'Espagne, le Royaume-Uni et la Russie, qui ont condamné ces propos, ont convoqué les ambassadeurs iraniens pour leur signifier officiellement leur désapprobation.
- France, politique : la présidente du conseil régional de Poitou-Charentes, Ségolène Royal, affirme avoir très mal vécu certaines réactions à sa possible candidature à l'élection présidentielle française de 2007.
- France, H5N1 : les poulets de Bresse originaires de l'Ain sont autorisés à sortir chaque jour entre 14 h et 0 h par dérogation à l'arrêté de confinement de la volaille française concernant 21 départements. Ces poulets labellisés doivent en effet être élevés en plein air les 3/4 de leur vie. La veille sanitaire devra être renforcée par des contrôles assurés par les vétérinaires des exploitants de volaille avec l'appui de la Direction des services vétérinaires de l'Ain.
- Suisse : l'architecte russe Vitali Kaloïev, qui avait poignardé à douze reprises l'ancien contrôleur aérien danois Peter Nielsen pour son rôle dans la collision aérienne d'Überlingen, est reconnu coupable d'assassinat et condamné à 8 ans de prison par un tribunal de Zurich. Cette sentence apparaît comme étant un compromis entre celle proposée par l'avocat de la défense Markus Hug (à savoir 3 ans de prison pour homicide involontaire coupable) et celle requise par le procureur du canton de Zurich Ulrich Weder (à savoir 12 ans de prison pour homicide prémédité)[4],[5].

### Jeudi27 octobre 2005
- Pays-Bas : un incendie dans un centre de rétention de l'aéroport d'Amsterdam-Schiphol a tué 11 personnes et en a blessé 15 autres. L'identité des victimes reste inconnue dans l'immédiat. Ce centre de rétention est habituellement utilisé pour détenir les trafiquants de drogue et les immigrés clandestins. Le sort des détenus reste indéterminé, selon la télévision néerlandaise et on ignore si des détenus se sont évadés.
- Pakistan : au nom de l'Unicef, la reine Rania de Jordanie se rendra samedi 29 octobre au Pakistan, dans les zones frappées par le tremblement du terre du 8 octobre.
- France : le quotidien France-Soir est en cessation de paiement. On devrait connaître lundi la décision de redressement ou de liquidation du journal.
- France, politique : il ne revient pas, mais reste flou sur la présidentielle de 2007. L'ancien premier ministre Lionel Jospin s'est de nouveau présenté comme un « ancien responsable politique » qui n'« aspire à aucun autre » rôle, sans écarter formellement l'hypothèse d'une candidature à l'Élysée. Prudent sur le congrès du PS, il a réaffirmé son soutien au premier secrétaire François Hollande.
- France : le ministère de l'Agriculture a annoncé l'extension des mesures de confinement des volailles à 5 nouveaux départements. L'Aude, l'Eure, l'Hérault, le Loiret et le Morbihan s'ajoutent aux 21 départements déjà concernés par ces mesures de prévention.
- Irak : un affrontement à Nahraouane au sud de Bagdad a opposé des miliciens sunnites aux fidèles de l'imam chiite Moqtada al-Sadr qui cherchaient à libérer un de leurs membres de l'Armée du Mahdi retenu en otage par des insurgés sunnites. Au moins 21 morts dans les rangs chiites, 2 policiers, et un nombre indéterminé de victimes parmi les sunnites sont à déplorer.
- Palestine, bande de Gaza : un responsable du Jihad islamique, Chadi Mhanna, et six autres Palestiniens ont été tués par un missile qui a visé le véhicule du chef local de l'aile militaire du Djihad islamique.
- Chine : un séisme modéré de magnitude 4,4 a frappé le Sud du pays, tuant une personne et en blessant une autre. Un homme a été tué par la chute d'un rocher sur sa maison, et une femme a été hospitalisée. Le séisme a également provoqué des fissures dans des maisons. L'épicentre de la secousse se trouvait à Pingguo, un district du Guangxi, à 2 000 kilomètres au sud-ouest de Pékin.
- France, Criminalité : Jean-Claude Irvoas, 56 ans, consultant pour une entreprise havraise de mobilier urbain, passionné de ce domaine, est battu à mort à Épinay-sur-Seine (Seine-Saint-Denis), devant sa femme et sa fille, par deux individus qui lui ont volé l'appareil photo avec lequel il prenait des clichés de lampadaires. La veuve et la fille de la victime, de crainte de représailles, et malgré l'arrestation des meurtriers présumés, seront reçues quasiment en secret, le 31 octobre, par le ministre de l'Intérieur, Nicolas Sarkozy. La mairie d'Épinay-sur-Seine organisera, 9 jours après le meurtre, le samedi 5 novembre, une « réunion de recueillement » sur le parvis de l'hôtel de ville.
- Antarctique : l'iceberg B-15A se fissure en plusieurs morceaux au niveau du cap Adare.

### Vendredi28 octobre 2005
- Iran : Sina-1 le premier satellite iranien construit conjointement avec la Russie a été lancé depuis la base spatiale de Polstesk dans l'oblast de Mourmansk, au nord-ouest de la Russie à 10:52 (heure locale).
- France : nuit d'émeute à Clichy-sous-Bois qui opposait, selon la police, deux cents jeunes à la police. Les manifestations font suite à la mort de deux mineurs électrocutés la veille dans un transformateur électrique où ils trouvèrent refuge après une poursuite avec la police.
- France : le gouvernement a permis à GDF d'augmenter ses tarifs de gaz naturel de 12 % avec un rabais exceptionnel de 22 euros sur la période hivernale 2005-2006.
- France : l'entourage de Dominique de Villepin a annoncé le limogeage du commissaire général au plan, Alain Etchegoyen. Ce dernier a déclaré « ne pas avoir été reçu une seule fois par le Premier ministre depuis cent jours et deux mois qu'il est en fonction » et dénonce une « décision discrétionnaire ».
- États-Unis : l'administration Bush a subi aujourd'hui un revers sans précédent avec l'inculpation de Lewis Libby, directeur du cabinet du vice-président, accusé d'avoir menti et entravé une enquête sur une affaire de « fuite » visant apparemment à faire taire un critique de la guerre d'Irak. Le directeur de cabinet du vice-président Dick Cheney, Lewis Libby, surnommé « Scooter », est sous le coup de cinq chefs d'inculpation, pour parjures, faux témoignages et entrave à la justice. Il a démissionné aussitôt de ses fonctions, selon la Maison-Blanche. Néanmoins, Lewis Libby va « contester les accusations » portées contre lui dans le cadre de l'affaire Plame-Wilson, a réagi le vice-président américain Dick Cheney, en disant regretter profondément la démission de son directeur de cabinet.
- Chine : neuf morts et sept disparus dans l'explosion d'une mine de charbon.
- France : selon le quotidien Le Figaro, qui ne cite pas ses sources, des extrémistes islamistes français auraient l'intention de commettre des attentats contre des avions civils dans l'Hexagone et se seraient procuré à cette fin deux missiles sol-air de type SAM 18 en Tchétchénie. L'information est d'autant plus inquiétante, poursuit le quotidien, qu'elle émane du témoignage d'un haut responsable djihadiste emprisonné à Amman en Jordanie et entendu récemment dans le cadre de l'enquête judiciaire française menée par le juge anti-terroriste Jean-Louis Bruguière. Ce Jordanien, Adnan Muhammad Sadik alias Abou Atiya, est un proche de son compatriote Zarqaoui, chef d'Al-Qaïda en Irak. Il était surtout son représentant dans le Caucase. En 2001, il a accueilli un groupe composé de Français et d'Algériens. Mais selon deux magistrats proches du dossier, cette thèse n'est pas avérée car elle ne repose que sur le récit d'une conversation remontant à mai 2000 et qu'aucun élément matériel n'a été recueilli. « Sur cette affaire, on peut vraiment parler pour la France d'un risque zéro », a également assuré à l'AFP un spécialiste de ce dossier.

### Samedi29 octobre 2005
- Sciences, système solaire : la planète Mars entrera en opposition favorable avec le Soleil ce dimanche, d'après les prévisions de l'Institut de mécanique céleste et de calcul des éphémérides (IMCCE). Les deux planètes voisines s'approcheront alors l'une de l'autre à une distance de 69,4 millions de kilomètres.
- France, Clichy-sous-Bois : plusieurs centaines de personnes ont pris part à une marche silencieuse, samedi matin, à la mémoire de deux mineurs morts par électrocution à la suite d'une poursuite par la police. Cette manifestation fait suite à deux nuits d'émeutes qui ont fait quinze blessés légers, dont plusieurs policiers et un journaliste. Par ailleurs, une trentaine de voitures ont été incendiées et un tir de gros calibre a visé un véhicule de police. Dix-neuf personnes ont été interpellées.
- Inde, Andhra Pradesh : un accident ferroviaire a fait plus de cent morts à proximité de la ville de Nalgonda dans le sud-est de l'Inde. D'autres victimes ont probablement été emportés par les flots de la rivière où a déraillé le train et dont les eaux avaient été gonflées par les pluies torrentielles qui se sont abattues ces derniers jours.
- Inde : trois explosions d'origine terroriste ont visé New Delhi et ont causé la mort de 61 personnes. Étaient visés une rue commerçante, un marché de la ville particulièrement bondé et un autobus. Un groupe cachemiri jusqu'alors inconnu du nom d'« Inquilab » (révolution) a revendiqué la responsabilité des attentats.
- Amérique du Sud : la tempête tropicale Beta, la vingt-troisième de la saison cyclonique 2005 dans l'océan Atlantique nord, s'est transformée en ouragan lors de son passage sur les îles San Andrés, Providencia et Santa Catalina et approche les côtes du Nicaragua.

### Dimanche30 octobre 2005
- France, Sud-Ouest : 14 personnes ont été intoxiqués par des steaks hachés des supermarchés Leclerc. Neuf enfants âgés de 2 à 9 ans sont hospitalisés pour une intoxication alimentaire grave provoquée par la bactérie escherichia coli O157:H7 et souffrent du syndrome hémolytique et urémique.
- Amérique du Sud : L'ouragan Beta a gagné de  la puissance passant en catégorie 3 et menaçant directement les côtes est du Nicaragua. Les habitants se sont réfugiés dans des églises et des écoles et les autorités locales ont décrété un couvre-feu pour empêcher d'éventuels pillages.
- Côte d'Ivoire : des centaines de manifestants ont défilé dans les rues d'Abidjan pour demander la démission du président Laurent Gbagbo dont le mandat expirait officiellement ce jour. Ils ont été mis en fuite par les forces de l'ordre ivoiriennes qui ont procédé à des tirs de sommation. Par ailleurs le Conseil de sécurité des Nations unies a adopté, sur recommandation de l'Union africaine, une résolution maintenant Laurent Gbagbo à la présidence pour une période maximale d'un an, aux côtés d'un premier ministre doté de pouvoirs élargis.
- 28-31 octobre, Corée du Nord : visite officielle du président chinois Hu Jintao. La question du nucléaire nord-coréen est abordée.

### Lundi31 octobre 2005
- Canada, Ottawa : Les autorités canadiennes ont annoncé aujourd'hui que des oiseaux sauvages avaient été découverts, infectés du virus H5 de la grippe aviaire. Ils ont toutefois précisé qu'il n'y avait aucun risque pour l'Homme.
- Espagne : naissance de la princesse Léonore, fille de Philippe de Bourbon, prince des Asturies et de Letizia Ortiz. Elle pourrait devenir la première femme chef de l'État espagnol de plein droit depuis 1868.
- Conseil de sécurité des Nations unies : adoption de la Résolution 1636 (2005) à l'unanimité qui exige du gouvernement syrien de coopérer avec la commission d'enquête indépendante chargée d'établir les responsabilités dans l'assassinat de l'ex-premier ministre libanais Rafiq Hariri le 14 février 2005. La résolution n'est cependant associée à aucune menace de sanction en cas de non-exécution de celle-ci.
- Pologne : Kazimierz Marcinkiewicz a été officiellement nommé à la tête d'un gouvernement minoritaire de droite conservatrice, après l'échec des négociations avec les libéraux. Les dix-huit ministres du nouveau gouvernement ont prêté serment devant le président Aleksander Kwaśniewski qui sera lui-même remplacé en décembre 2005 par Lech Kaczyński, élu le 23 octobre. Son gouvernement doit être investi par le Sejm le 10 novembre.
- Irak : un attentat à la voiture piégée a fait 20 morts et 45 blessés à Bassorah. Le véhicule en stationnement a explosé près d'un restaurant où de nombreuses familles célébraient l'une des dernières soirées du ramadan. Sept soldats américains ont également été tués lors d'une attaque perpétrée près de Bagdad.
- États-Unis : quatre jours après la renonciation de Harriet Miers à sa nomination à la Cour suprême, le président George W. Bush annonce la nomination d'un nouveau candidat en la personne de Samuel Alito. Celui-ci est généralement considéré par les mouvements « conservateurs » américains comme étant l'un de leurs « proches ». Cette nomination vise à combler la vacance du siège individuel de juge qu'occupe Sandra Day O'Connor, démissionnaire pour raisons d'âge. Elle ne deviendra effective qu'après une série d'auditions parlementaires devant la commission judiciaire du Sénat, suivies d'un vote sénatorial en séance plénière.
- Espace : des astronomes ont annoncé avoir découvert deux nouveaux satellites naturels autour de la planète Pluton. Cette découverte a été réalisée grâce à des observations effectuées avec le télescope spatial Hubble.
- France : le quotidien France-Soir est mis en redressement pour six mois.